# 迪南
- 關於比利时城市Dinant，請見「迪南 (比利时)」。
- 關於法国市镇Denain，請見「德南 (北部省)」。
- 關於法国市镇Dinard，請見「迪纳尔 (伊勒-维莱讷省)」。
- 關於马里城市Dinandougou，請見「迪南杜古」。

迪南（法語：Dinan，法語：[dinɑ̃] ⓘ），法国西北部城市，布列塔尼大区阿摩尔滨海省的一个市镇，同时也是该省的一个副省会，下辖迪南区，其市镇面积为8.7平方公里，2022年1月1日时人口数量为14,966人，是该省人口第四多的市镇，在法国城市中排名第685位。
迪南位于阿摩尔滨海省东部偏北，朗斯河左岸的一处高地上，多条公路在此交汇，是一个区域性的中心城市。迪南因其城墙、城堡及老城内的历史建筑而闻名，是这一地区的重要旅游城市。

## 地名来源

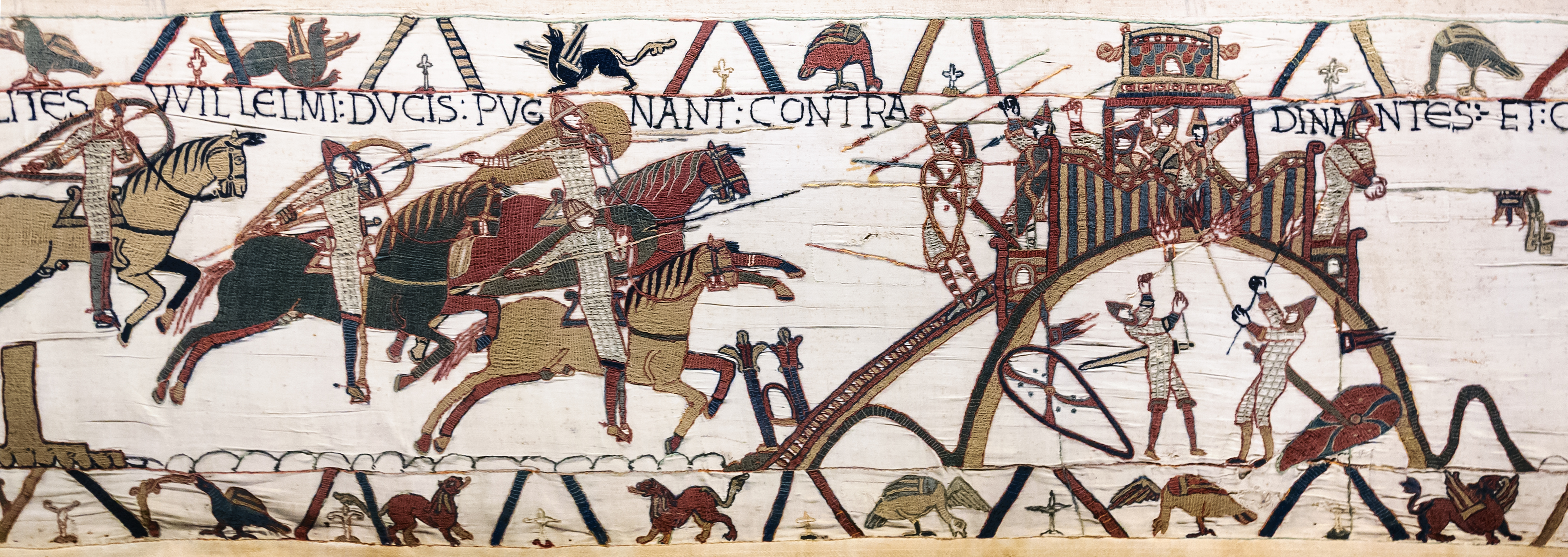
在《巴约挂毯》上展示的迪南建城史

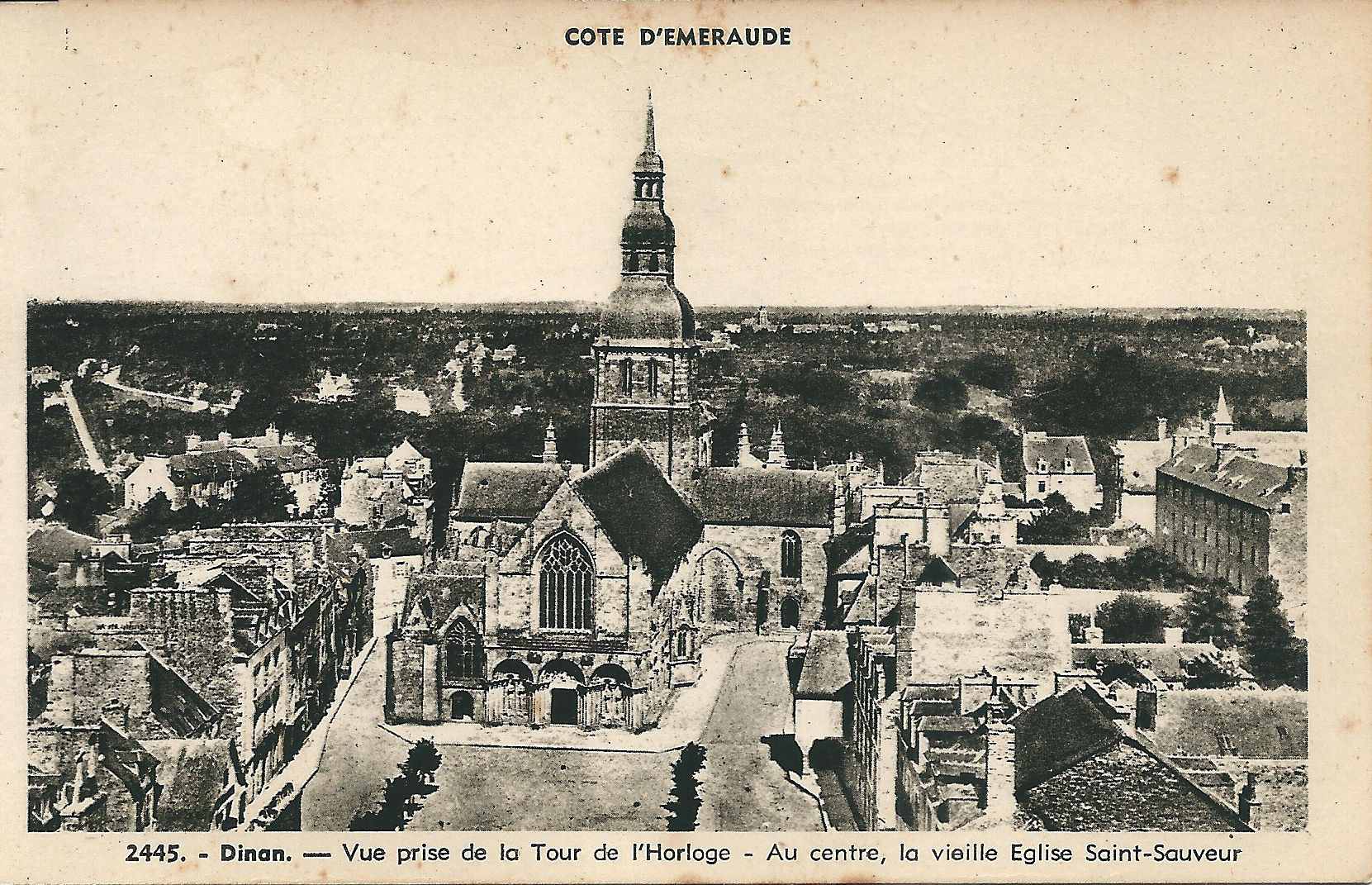
20世纪初的迪南

“迪南”一名来源于相同拼写的布列塔尼语，其中“Din”意为“堡垒”，而“an”后缀则形容其规模较小。

## 历史
迪南历史悠久，其附近存有新石器时期遗留的石棚墓。中世纪初，迪南成为上布列塔尼的一部分。1064年，威廉一世向西挺进布列塔尼腹地，在朗斯河左岸的一处高地上修建了碉楼，成为了现代迪南城市的前身，碉楼修建的历史也在《巴约挂毯》中得以绘制。英法百年战争期间，法兰西统帅贝特朗·杜·盖克兰以迪南为根据地，成为驱赶了入侵布列塔尼的英格兰军队。1532年，包括迪南在内的整个布列塔尼并入法兰西王室。17世纪末，因不满路易十四的苛捐杂税，迪南及布列塔尼多个城市的居民和商人举行了邮票反抗运动。法国大革命后，迪南成为北滨海省的一个副省会。途径迪南的铁路线于1879年建成通车。1907年，迪南市区发生火灾，部分建筑被破坏，后恢复重建。
2018年1月1日，相邻的莱翁整体并入迪南市镇范围，其面积由4.11平方公里扩至8.7平方公里。

## 地理

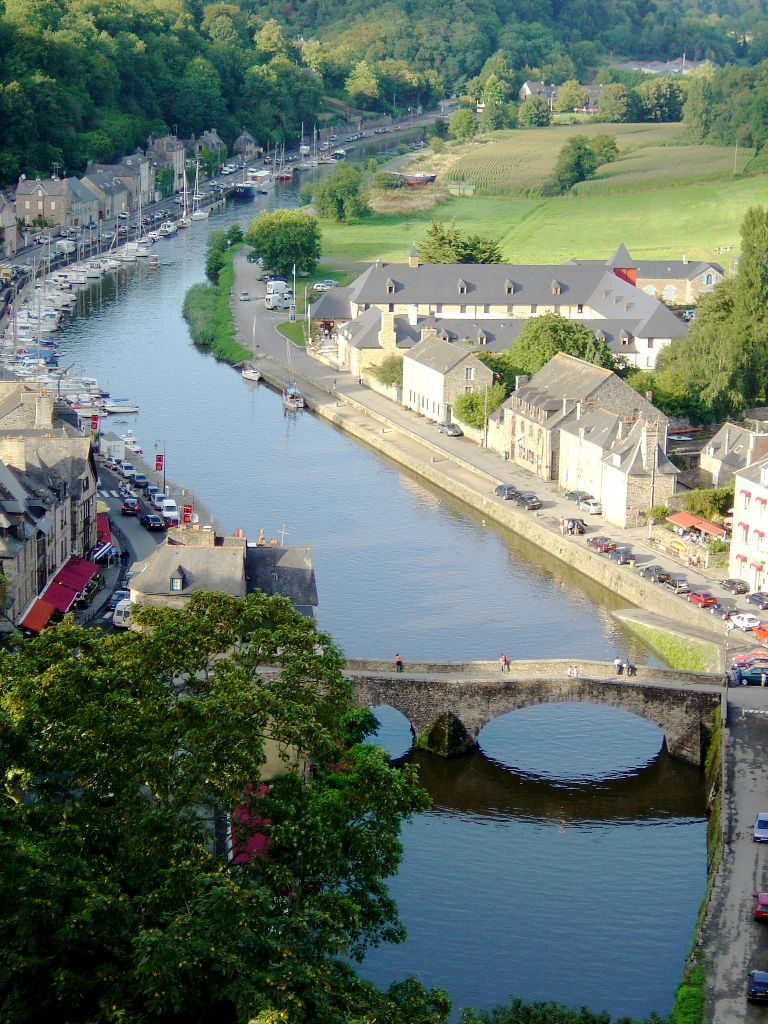
朗斯河谷

迪南位于法国西北部，布列塔尼大区东北部和阿摩尔滨海省东部偏北，距离省会圣布里厄大约61公里。与迪南接壤的市镇包括：塔当、朗瓦莱、凯韦尔、特雷利旺、圣卡尔内。

### 地形
迪南位于阿莫里卡丘陵北侧，市区位于一处高地上，城内及西部地区地势平坦，东侧则是朗斯河切割形成的纵深峡谷，其市镇全境海拔在7到92米之间。

### 水文
朗斯河自南向北流经市区东部，该河独立入海。

### 植被
迪南属于温带落叶林区，市区内的主要林地分布于朗斯河两岸，此外迪南城墙四周也有城市绿地分布。

### 气候
迪南在柯本气候分类法中属于温带海洋性气候。
迪南市区以北约18公里外的圣马洛-迪纳尔机场设有气象站，以下为该气象站的数据：
| 迪纳尔1981年－2019年 | 迪纳尔1981年－2019年 | 迪纳尔1981年－2019年 | 迪纳尔1981年－2019年 | 迪纳尔1981年－2019年 | 迪纳尔1981年－2019年 | 迪纳尔1981年－2019年 | 迪纳尔1981年－2019年 | 迪纳尔1981年－2019年 | 迪纳尔1981年－2019年 | 迪纳尔1981年－2019年 | 迪纳尔1981年－2019年 | 迪纳尔1981年－2019年 | 迪纳尔1981年－2019年 |
| 月份                 | 1月                  | 2月                  | 3月                  | 4月                  | 5月                  | 6月                  | 7月                  | 8月                  | 9月                  | 10月                 | 11月                 | 12月                 | 全年                 |
| -------------------- | -------------------- | -------------------- | -------------------- | -------------------- | -------------------- | -------------------- | -------------------- | -------------------- | -------------------- | -------------------- | -------------------- | -------------------- | -------------------- |
| 历史最高温 °C（°F）  | 16.4 (61.5)          | 20.9 (69.6)          | 23.2 (73.8)          | 27.1 (80.8)          | 29.2 (84.6)          | 33.8 (92.8)          | 37.6 (99.7)          | 39.4 (102.9)         | 33.1 (91.6)          | 28.9 (84.0)          | 20.6 (69.1)          | 17.6 (63.7)          | 39.4 (102.9)         |
| 平均高温 °C（°F）    | 8.8 (47.8)           | 9.3 (48.7)           | 11.9 (53.4)          | 13.7 (56.7)          | 17 (63)              | 19.8 (67.6)          | 21.9 (71.4)          | 22 (72)              | 20 (68)              | 16.3 (61.3)          | 12 (54)              | 9.2 (48.6)           | 15.2 (59.4)          |
| 日均气温 °C（°F）    | 6.1 (43.0)           | 6.2 (43.2)           | 8.3 (46.9)           | 9.8 (49.6)           | 13 (55)              | 15.6 (60.1)          | 17.7 (63.9)          | 17.8 (64.0)          | 15.9 (60.6)          | 12.8 (55.0)          | 9.1 (48.4)           | 6.5 (43.7)           | 11.6 (52.9)          |
| 平均低温 °C（°F）    | 3.4 (38.1)           | 3.1 (37.6)           | 4.8 (40.6)           | 5.9 (42.6)           | 9 (48)               | 11.5 (52.7)          | 13.5 (56.3)          | 13.6 (56.5)          | 11.7 (53.1)          | 9.4 (48.9)           | 6.1 (43.0)           | 3.7 (38.7)           | 8 (46)               |
| 历史最低温 °C（°F）  | −13.7 (7.3)          | −11.7 (10.9)         | −6.2 (20.8)          | −2.8 (27.0)          | −0.2 (31.6)          | 3.6 (38.5)           | 6.7 (44.1)           | 5 (41)               | 2.3 (36.1)           | −4.2 (24.4)          | −5.9 (21.4)          | −9.6 (14.7)          | −13.7 (7.3)          |
| 平均降水量 mm（）    | 67 (2.6)             | 57.6 (2.27)          | 53.5 (2.11)          | 53 (2.1)             | 63.6 (2.50)          | 49.1 (1.93)          | 49.7 (1.96)          | 49.4 (1.94)          | 62.2 (2.45)          | 86.8 (3.42)          | 86.8 (3.42)          | 80 (3.1)             | 758.7 (29.87)        |
| 月均日照時數         | 69.5                 | 84.3                 | 127.5                | 164.1                | 188.4                | 206.4                | 206.4                | 198.6                | 167.1                | 112.6                | 77.8                 | 64                   | 1,666.7              |
| 来源：infoclimat.fr  |                      |                      |                      |                      |                      |                      |                      |                      |                      |                      |                      |                      |                      |

## 行政区划
迪南是法国布列塔尼大区阿摩尔滨海省的一个市镇，编号为22050，它也是阿摩尔滨海省的一个副省会。迪南下辖迪南区，管理迪南县，同时也是迪南城市圈公共社区的办公驻地。
迪南市镇被划为9个街区，并实行街区自治制度。
法国国家统计与经济研究所（简称）在进行数据统计时，将迪南及相邻的另外6个市镇设为迪南城市核心区，并将包括核心区在内的周边共9个市镇划为迪南城市区。同时，还将迪南市镇分为了6个“块区”（IRIS），以便于统计人口分布情况。

## 交通

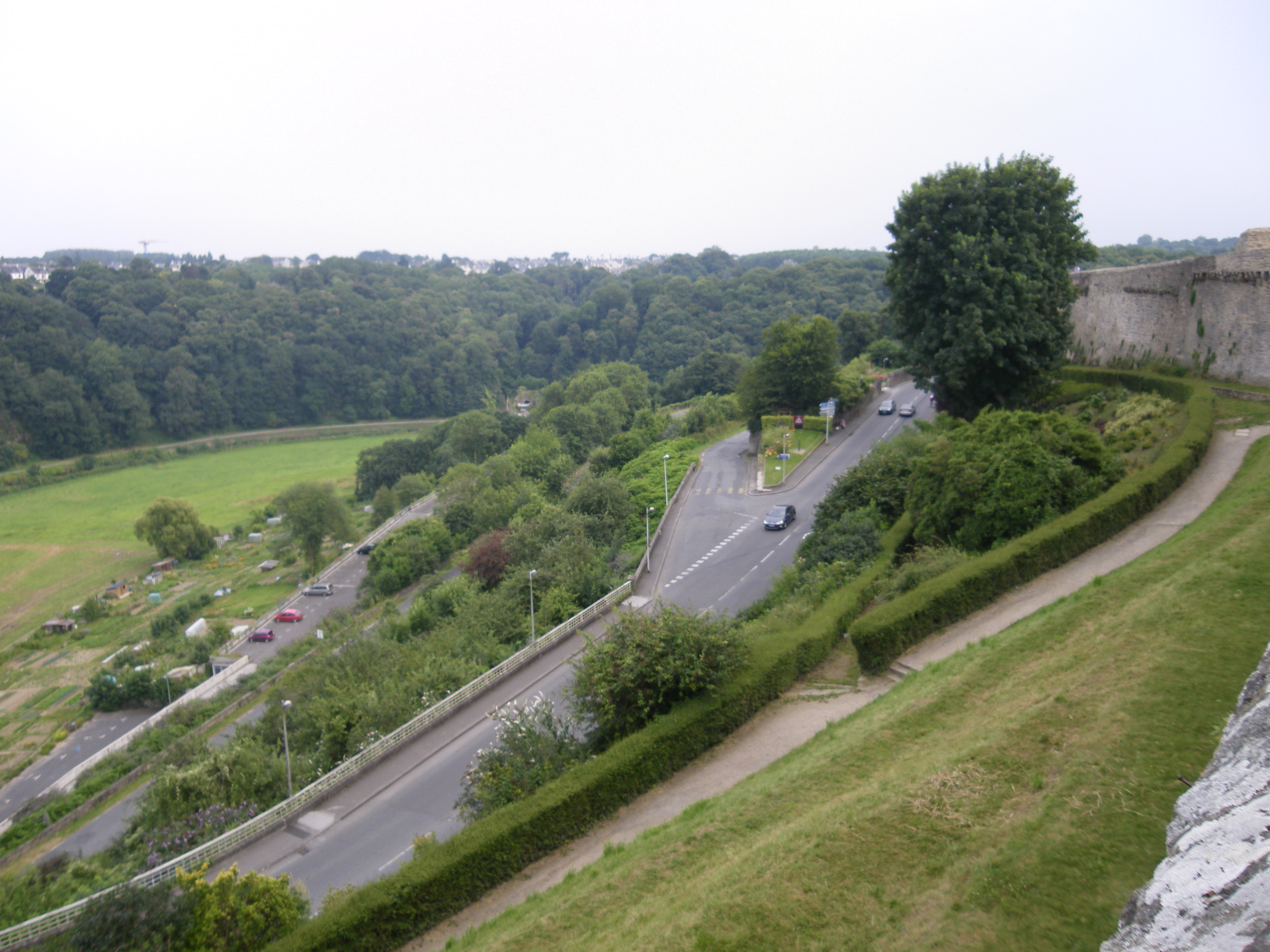
迪南城墙外侧的公路

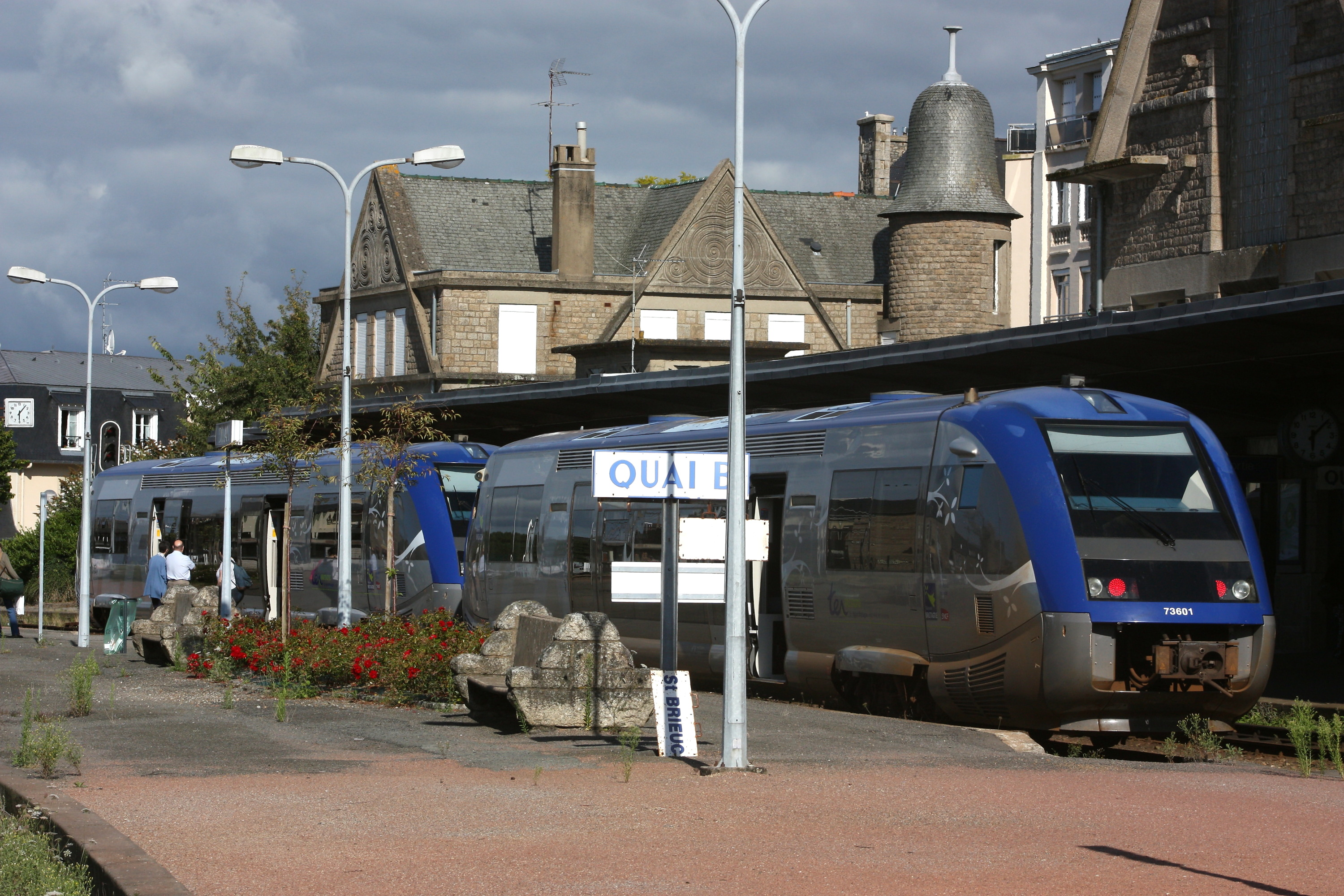
迪南火车站内停靠的一辆区域列车

### 公路
法国国道N176线从市区北侧过境，并通过一个出入口与市区相连，此外多条阿摩尔滨海省省道在迪南境内交汇。阿摩尔滨海省城际客运下属的多条线路连接迪南，可前往圣马洛、瑞贡莱拉克、布龙、布列塔尼地区蒙托邦、圣卡勒吉尔多和滨海圣雅屈等地。
2016年，66.1%的迪南家庭拥有至少一辆的私人汽车。同年，迪南境内共发生各类交通事故3起，造成3人受伤。

### 铁路
迪南位于利松－朗巴勒铁路上，迪南站位于市区北部偏西，该站停靠往返于朗巴勒和多勒一线的区域列车，部分直达车次可前往雷恩及圣布里厄。

### 航空
迪南-特雷利旺飞行场位于市区西部，是一个开放式的停机坪。距离迪南最近的民用航空站为迪纳尔-圣马洛机场，距离迪南市中心车程约18公里。

### 城市公共交通
迪南城市公共交通（商业名称为）是当地的城市公共交通系统，截至2020年8月，该系统共包含4条公交线路，路网覆盖了市区及周边的主要街区。

## 政治

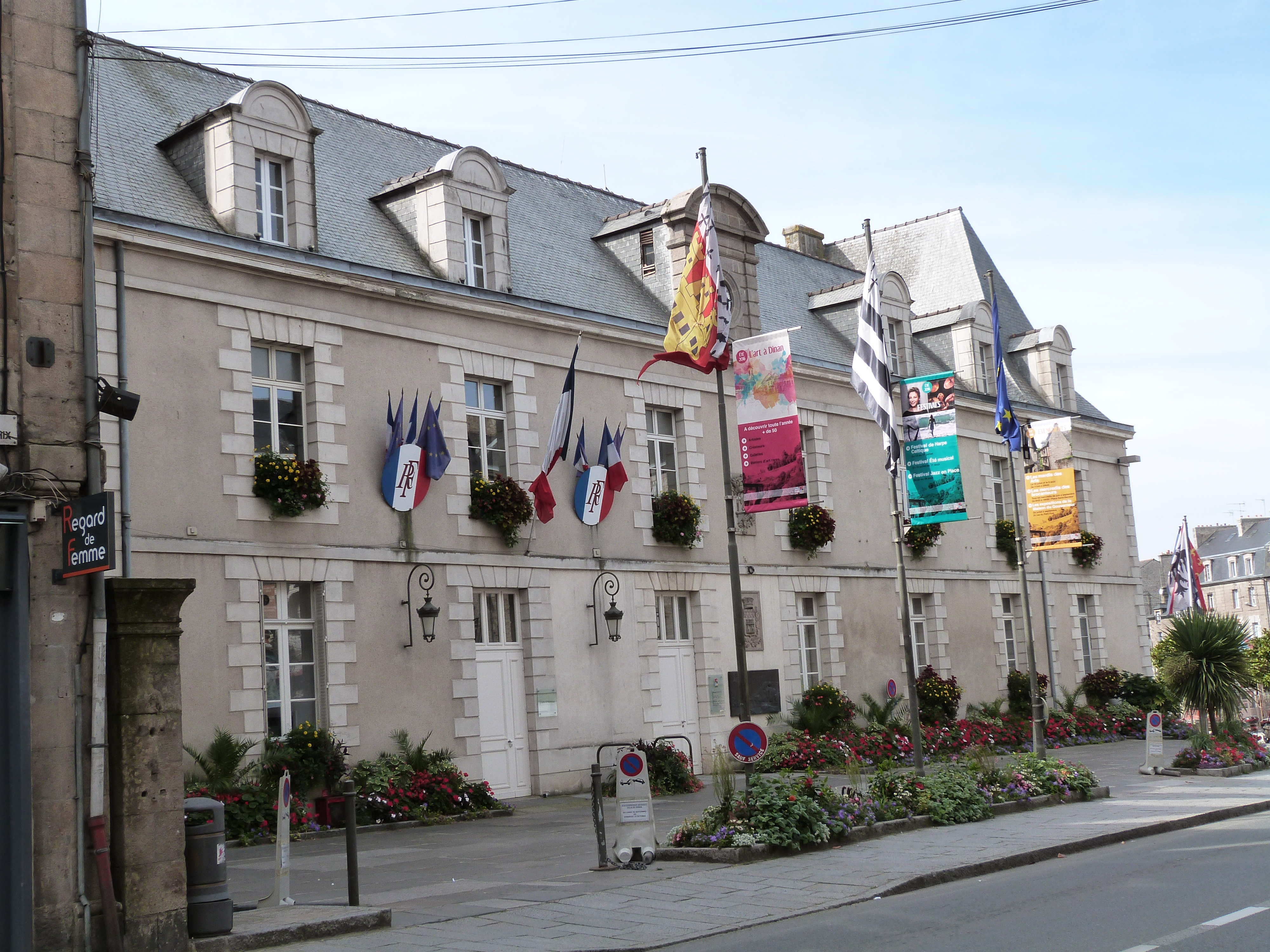
迪南市政厅

迪南的现任市长为迪迪埃·勒希安先生（Didier Lechien），他是民主人士和独立人士联盟的一名成员，在2020年的市政选举中获得了65.99%的支持率。
在2017年的法国总统大选中，法国第25任总统埃马纽埃尔·马克龙在迪南获得了82.26%的支持率。
| 迪南历届市长   |                   |                                  |
| 任期           | 市长              | 党派                             |
| 1944年－1947年 | 米歇尔·盖斯特德弗 | RAD激进党                        |
| 1947年－1965年 | 安德烈·奥贝尔     | DVD右翼无党派人士                |
| 1965年－1983年 | 伊夫·布朗绍       | RPR保衛共和聯盟                  |
| 1983年－2014年 | 勒内·伯努瓦       | UDF法国民主联盟 →UMP人民运动联盟 |
| 2014年－       | 迪迪埃·勒希安     | UDI民主人士和独立人士联盟        |

## 人口
2017年，迪南市镇人口数量为14,166，在法国排名第685位。其中男性6,382人，女性7,840人，75岁及以上人口占12.7%，外籍人口数量为345人，人口密度为3,447人/平方公里，当地居民被称为（男性）或（女性）。2018年，迪南境内出生90人，死亡人口270人。
| 迪南1936－2017年人口变化情况 | 迪南1936－2017年人口变化情况 | 迪南1936－2017年人口变化情况 | 迪南1936－2017年人口变化情况 | 迪南1936－2017年人口变化情况 | 迪南1936－2017年人口变化情况 | 迪南1936－2017年人口变化情况 | 迪南1936－2017年人口变化情况 | 迪南1936－2017年人口变化情况 | 迪南1936－2017年人口变化情况 | 迪南1936－2017年人口变化情况 | 迪南1936－2017年人口变化情况 | 迪南1936－2017年人口变化情况 | 迪南1936－2017年人口变化情况 |        |
| 来源：INSEE                  | 来源：INSEE                  | 来源：INSEE                  | 来源：INSEE                  | 来源：INSEE                  | 来源：INSEE                  | 来源：INSEE                  | 来源：INSEE                  | 来源：INSEE                  | 来源：INSEE                  | 来源：INSEE                  | 来源：INSEE                  | 来源：INSEE                  | 来源：INSEE                  |        |
| 原市镇                       | 1936                         | 1946                         | 1954                         | 1962                         | 1968                         | 1975                         | 1982                         | 1990                         | 1999                         | 2006                         | 2011                         | 2014                         | 2016                         | 2017   |
| ---------------------------- | ---------------------------- | ---------------------------- | ---------------------------- | ---------------------------- | ---------------------------- | ---------------------------- | ---------------------------- | ---------------------------- | ---------------------------- | ---------------------------- | ---------------------------- | ---------------------------- | ---------------------------- | ------ |
| 迪南                         | 11,822                       | 12,737                       | 13,844                       | 12,847                       | 13,137                       | 13,429                       | 12,267                       | 11,591                       | 10,907                       | 11,235                       | 10,851                       | 10,919                       | 14,222                       | 14,166 |
| 莱翁                         | 1,657                        | 1,424                        | 1,655                        | 1,848                        | 2,415                        | 2,655                        | 3,124                        | 3,219                        | 3,103                        | 2,766                        | 2,969                        | 3,033                        | 14,222                       | 14,166 |

## 经济
迪南是一个区域性的中心城市，当地共有各类用人单位2,630家，平均历史为16年，行政、医疗及社会服务是当地的主要就业岗位类型。

## 财政收入
2019年，迪南的财政收入总额为18,307,300欧元，财政支出总额为16,979,300欧元，当年的债务总额为8,612,160欧元。
2014年，迪南的人均收入总额为2,479欧元，其中高职人员为4,400欧元，普通职员为1,774欧元。
2016年，迪南境内的青壮年（15至64岁）失业率为16.3%，当地39.8%的家庭拥有纳税资格。

## 社会事务

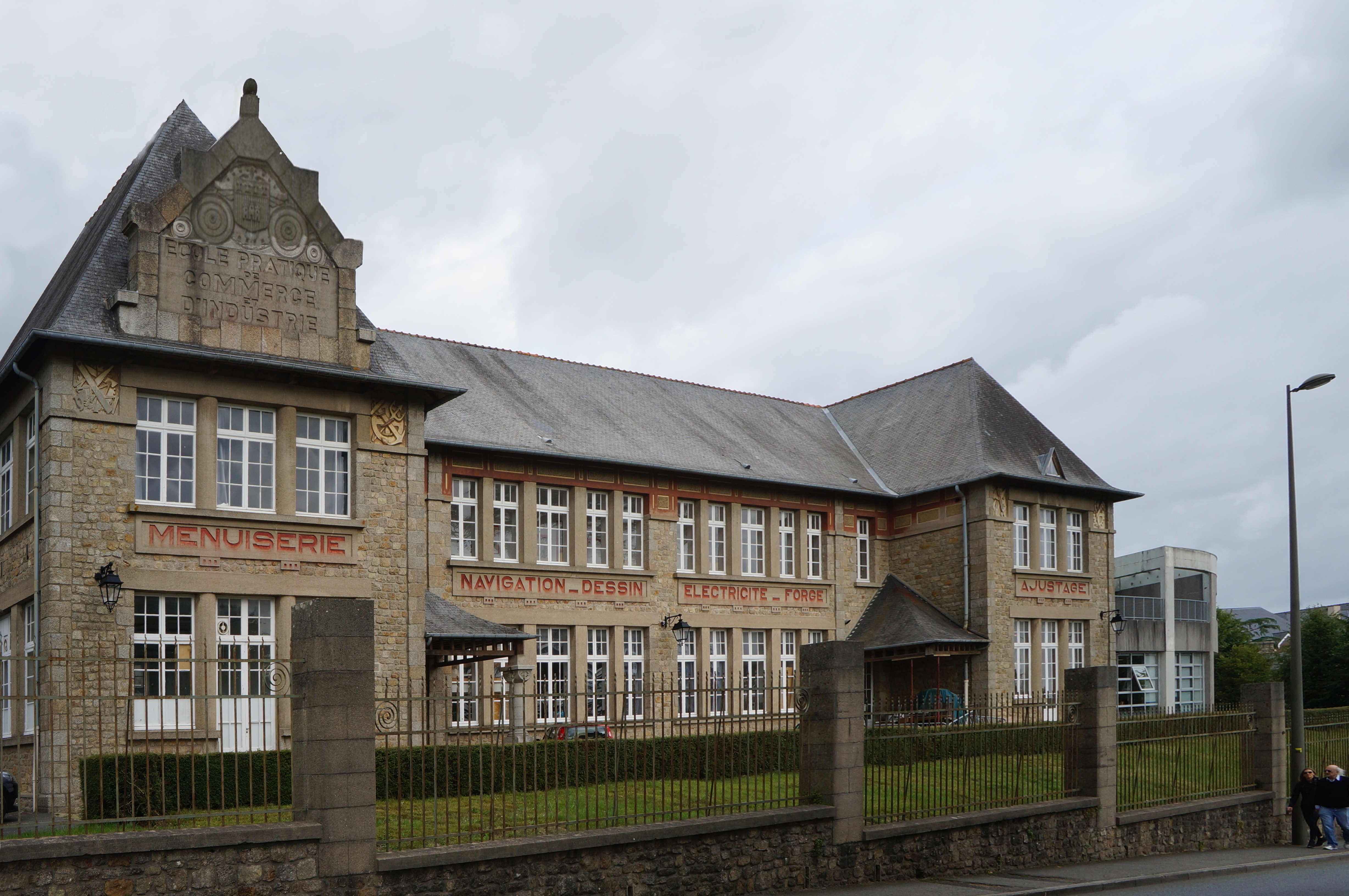
迪南的一处初级中学

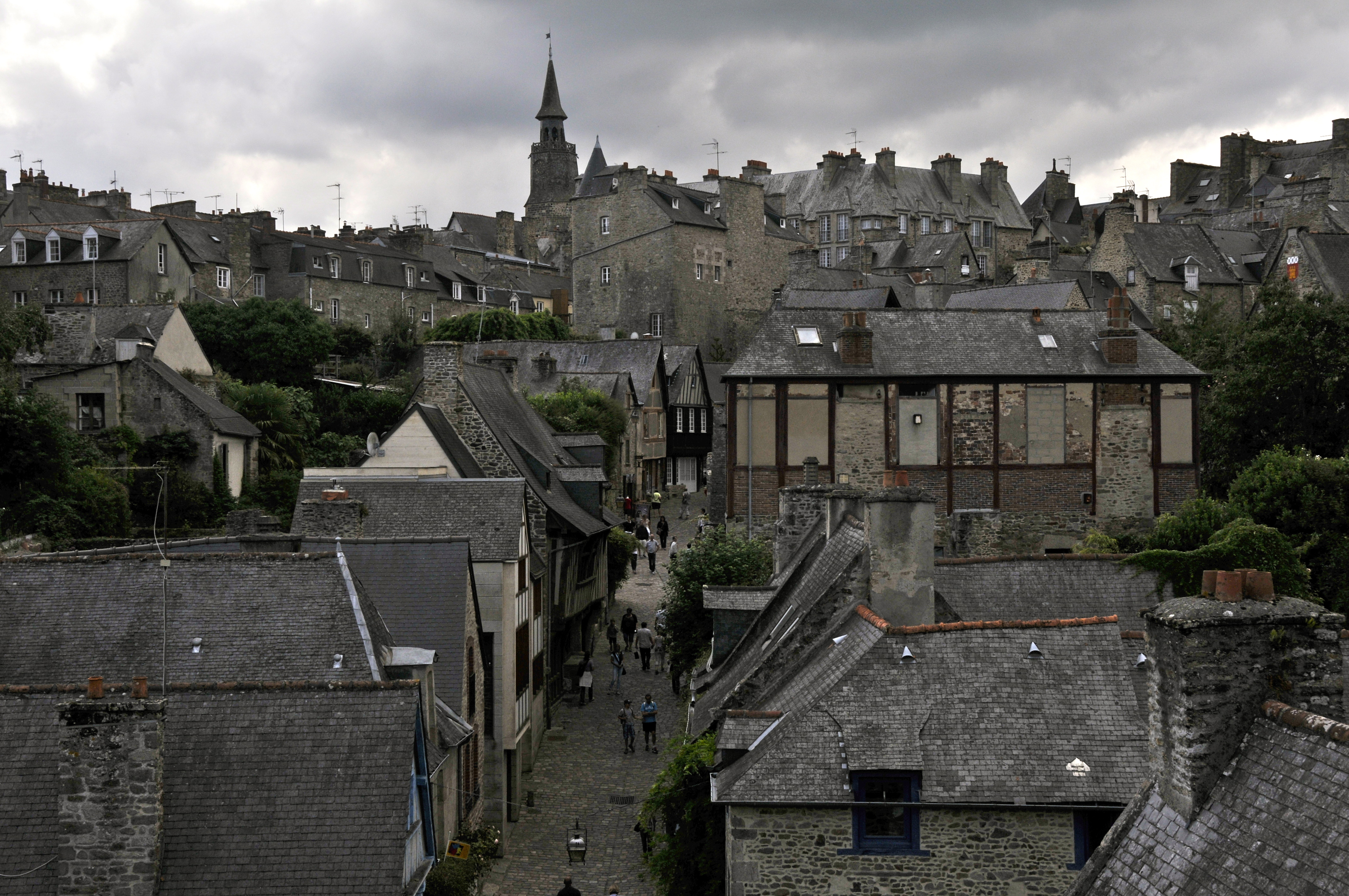
迪南老城

### 教育
迪南属于雷恩学区。截止2018年1月1日，迪南境内共有1所幼儿园、7所小学、4所初级中学、2所普通高中、1所农业高中和1所职业高中。2018至2019学年度，迪南境内共有在校中小学生4,206名。

### 医疗
截止2018年1月1日，迪南境内共有全科医生10名、保健师23名、牙医25名、护士20名、耳科医生2名、眼科医生6名、皮肤科医生2名、助产士1名、儿科医生0名和妇科医生3名。境内共有药房9家、养老院7家、残疾人帮扶中心6家。
迪南中心医院（Centre hospitalier de Dinan）是法国一个区域性的医疗系统，其主病区位于迪南市区南部，设有床位278个，是当地规模最大的公立综合性医院。

### 住房
2016年，迪南境内共有各类住房8,912套，其中83.7%为常住房屋。集中式居民区主要分布在市区北部。

### 商业
2017年，迪南境内共有各类商铺1,135家，其中餐饮服务类498家。市区西部的凯韦尔境内建有大型开放式商业街区。

### 体育
2018年，迪南境内共有1家游泳池、5间健身房、2座综合体育场、13处网球场、7处足球或橄榄球场以及2处篮球或排球场。
迪南-莱翁足球俱乐部是当地的一支足球队，成立于2003年，2020至2021赛季参加法國全國丙組聯賽（法戊）。

### 环境
迪南的环境事务由其所属的公共社区负责。2017年，迪南境内暂无污染企业。

### 治安
2014年，迪南及附近地区共发生各类案件3,245起，其中盗窃类案件2,071起，经济类案件417起，毒品交易类案件88起。

## 文化

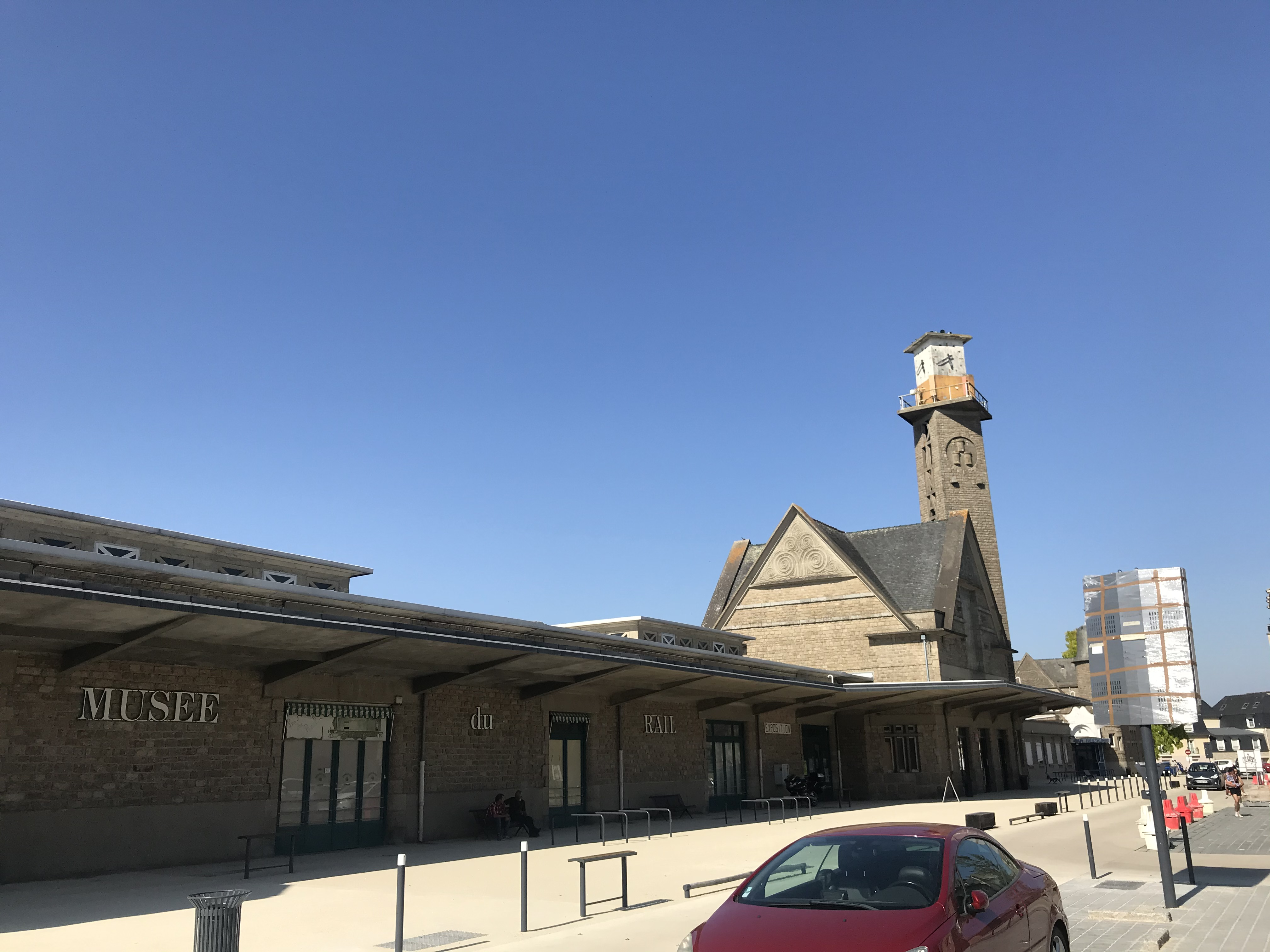
迪南火车站及附属的铁道博物馆

2018年，迪南境内共有1家剧场、1家电影院、2家博物馆和1家音乐厅。迪南博物馆始建于1843年，是布列塔尼历史最悠久的博物馆之一；位于迪南火车站内的铁道博物馆（Musée du rail）则是一个私人博物馆，收藏了大量的铁路模型及物件。此外迪南市政府提供多媒体图书馆，向公众全年开放。

### 建筑
迪南境内有多处法国国家文物保护单位，其中迪南城堡、迪南城墙、迪南钟楼塔和迪南圣马洛教堂等为当地的代表性建筑物。

### 旅游
迪南的旅游事务由其所属的公共社区负责。2020年，迪南境内共有13个宾馆共计282间房间，另有1个露营地，可容纳共48辆露营车。

### 媒体
法国主要的媒体均可在迪南接收，法国电视三台下属的布列塔尼大区频道在部分时段播出迪南所属区域的地方新闻。

## 相关人物
法国殖民长官奥古斯特·帕维出生于迪南。

## 友好城市
截至2020年8月，迪南共与三座城市互为友好城市关系。
- 比利时 迪南
- 英格兰 埃克斯茅斯
- 德国 阿布施塔特